# Caffrocrambus leucippus
Caffrocrambus leucippus là một loài bướm đêm trong họ Crambidae.